# شو هايامي
شو هايامي (速水奨 هايامي شو) (اسمه الحقيقي ياسوشي أوهاما (大濱靖 أوهاما ياسوشي)) هو مؤدي أصوات ياباني ولد في 2 أغسطس 1958 في تاكاساغو, هيوغو.

## أدواره في الأنمي

### مسلسلات أنمي تلفزيونية
- ماكروس - ماكسيميليان جينوس
- دراغون بول Z - زاربون
- خيميائي الفولاذ - فرانك آرتشر
- ترايجان - نيكولاس دي وولفوود
- بوسو رينكين - شوسي ساكاغوتشي
- ساموراي تشامبلو - شوريو
- ترانسفورمرز سايبرترون - فكتور برايم، الراوي
- فيوتشر GPX سايبر فورميولا - أوسامو سوغو/نايت شوماخر
- حكايات أشباح المدرسة - دافينشي
- نسل الظلام - كازوتاكا موراكي
- لاينباريل الحديدي - إيجي كيرياما
- سولتي راي - جون كيمبرلي
- سنغوكو باسارا - أكيتشي ميتسوهيدي
- باكانو! - مشرف جريدة الدايلي دايز
- سفن غوست - أيانامي
- جوشين إنبو - شوكاكو
- المعركة الحديدية بي بليد - الراوي
- فايري تايل - إيتشيا فاندلي كوتوبوكي، نيتشيا
- وولفرين - جوؤو كوروهاغي
- غوسيك - الخيميائي ليفاياثان
- أرشيف دانتاليان - آيلاس
- فيت/زيرو - توكيومي توساكا
- شاكوغان نو شانا III(فاينل) - ثعبان المهرجان
- طريق السلام - نادر
- تيلز أوف ذي أبيس - لوريلاي
- آرجيفولون - الراوي، جوليوس يونيوس
- ألدنوا زيرو - كروتيو
- سأتحول إلى فتاة تسريحة الذيلين! - سبايدرغيلدي، أراكنيغيلدي
- فصل الاغتيال - غاكوهو أسانو
- مغامرة جوجو الغريبة: ستارداست كروسيدرز - فانيلا آيس
- طوكيو غول - كوسكي هوجي
- طوكيو غول √A - كوسكي هوجي
- طوكيو غول:re - كوسكي هوجي
- بادي كومبليكس - غينغو كوراميتسو
- إندماج الديجيمون - وايزمون
- كيه - إيتشيغين ميوا
- شوكوغكي نو سوما: الطبق الثالث - أزامي ناكيري
- شوكوغكي نو سوما: الطبق الثالث: قطار توتسوكي - أزامي ناكيري
- شوكوغكي نو سوما: الطبق الرابع - أزامي ناكيري
- أعمال الريوؤو! - الرئيس سييتشي تسوكيميتسو
- بوبتيبيبيك - بوبوكو (الحلقة 12B)
- بلاد الطير - سيغموند الثالث
- جاندام بيلد دايفرز - روميل
- دريفترز - أكيتشي ميتسوهيدي
- المحقق كونان - تاكآكي موروفوشي
- داي الشجاع (2020) - باران
- هاي سكول DxD نيو - والد رياس غريموري
- هاي سكول DxD بورن - والد رياس غريموري
- هاي سكول DxD هيرو - والد رياس غريموري
- راديان - الراوي
- كونسبشن - الطيف الثالث عشر
- فريق الإطفاء الناري: الجزء الثاني - ياتا
- صعود مهووسة الكتب - فيرديناند
- جينتاما - كانكو " اوميبوزو "
- بازيليسك: لفائف نينجا كوغا - ياكوشيجي تينيزن
- بليتش - أيزن سوسكي
- بلاك كات - شاردن فلامبرغ
- بطولات فارس فاشل - إتسوكي كوروغاني

### أنمي الإنترنت
- نينجا سلاير فروم أنيميشن - دارك نينجا
- مونستر سترايك - داث
- بوكيمون جينيريشنز - غيتسيس
- 7 سيدز - تاكاشي سوغورونو

### أوفا أنمي
- الأسطورة المقدسة: ريغفيدا - ياشا-أو
- البدلة المتنقلة جاندام: فريق م.س. رقم 08 - جينياس ساهالين
- فانتوم: ريكوييم فور ذا فانتوم - ريموند ماغواير
- ديفلمان: الولادة - أكيرا فودو
- ديفلمان: سيرين الطير الشيطاني - أكيرا فودو
- تشيبي كارا ناجاي جو وورلد - أكيرا فودو، ديفلمان
- أوشيو و تورا - رايشين
- هلسينغ ألتميت - إنريكو ماكسويل

### أفلام أنمي
- ترايجان Badlands Rumble - نيكولاس دي وولفوود
- سنغوكو باسارا: ذا لاست بارتي - تينكاي

## أدواره في العاب الفيديو
- ديفل كينغز - ريبر
- سنغوكو باسارا: ساموراي هيروز - تينكاي
- تيلز أوف ديستني - غار كيلفين
- جوجوز بيزار أدفنتشر: أول ستار باتل - إنريكو بوتشي
- جوجوز بيزار أدفنتشر: آيز أوف هيفن - فانيلا آيس
- صف الاغتيال: خطة تدريب القتلة!! - غاكوهو أسانو

## أدواره في الدبلجة اليابانية
- المتحولون - سبايك ويتويكي (الصوت الأول), آيرونهايد، تراكس، بلاست أوف
- المتحولون: الفيلم - ألترا ماغنوس

## وصلات خارجية
- شو هايامي على موقع IMDb (الإنجليزية)
- شو هايامي على موقع ميوزك برينز (الإنجليزية)
- شو هايامي على موقع ديسكوغز (الإنجليزية)
- شو هايامي على موقع قاعدة بيانات الفيلم (الإنجليزية)
- شو هايامي على موقع ANN person (الإنجليزية)